# Đền Thẩm Hình
Đền Đức Thánh Thẩm Hình, tại làng Tiên Cầu, xã Thanh Giang, huyện Thanh Chương. Là ngôi đền thờ Tiến sĩ Phan Nhân Tường (1514-1576) sống và làm quan ở các triều vua Lê (Trang Tông 1533-1548, Trung Tông 1549-1556, Anh Tông1557-1572, Thế Tông 1573-1579),
Đền Đức Thánh Thẩm Hình có 3 toà là Hạ - Trung - Thượng điện, toạ lạc trên một khu đất đẹp, nhìn ra dòng sông nhỏ. Thượng điện là ngôi nhà 2 gian còn nguyên nét cổ, trên bức đại tự ghi 4 chữ Hán: Danh Sắc Thiên Cổ (tiếng thơm muôn đời). Thượng điện cũng là nơi lưu giữ pho tượng mà theo sách Thanh Chương huyện chí ghi lại là nơi linh hồn ông đã nhập vào.
Trước mặt đền là một hồ sen thoáng rộng, ngát hương. Trải qua hàng trăm năm với nhiều lần trùng tu, tôn tạo, đền đã có diện mạo như ngày hôm nay. Tại đền hiện còn lưu giữ được nhiều đồ tế khí cổ kính, 13 sắc phong của các triều đại phong kiến ban cấp cho đền và các di tích trong làng, 7 bản khắc gỗ cổ…
Đền Đức Thánh Thẩm Hình, từ bao đời nay đã là nơi sinh hoạt văn hoá tâm linh của người dân Tiên Cầu và vùng lân cận. Trước đền, dưới hồ sen là khu đất nhô cao giống hình nghiên mực, đối diện bên kia hói Nậy là dải đất kéo dài như hình chiếc bút. Người dân địa phương quan niệm, “núi bút, non nghiên” là những hình ảnh tượng trưng cho truyền thống hiếu học của làng. Cạnh “non nghiên” còn có bến Bút, là bến nước cổ xưa. Để lưu giữ nét đẹp cổ xưa đã đi vào huyền tích, năm 2012 dân làng đã xây dựng lại bến Bút, tạo lan can, bậc lên xuống sạch đẹp, khang trang.
Sách Thanh Chương huyện chí của Tồn Trai Bùi Dương Lịch, mục Cổ kim vựng sự chí chép về thần tích đền Nhân Thành: "Thần là Phan Nhân Tường làm Tri thẩm hình viện. Tạ thế lúc đang tại chức, hồn nhập vào pho tượng trôi trên sông".
Một hôm tượng áp sát bên một chiếc thuyền buôn quanh quẩn mãi không đi. Người chủ nhà buôn khấn "Mộ vị mộ thần, xin phù hộ buôn bán được lời lãi nhanh chóng gấp bội. Được như nguyện, xin lập bàn thờ đầu thuyền phụng sự. Quả nhiên, thương nhân đạt được những điều cầu khẩn. Như đã hứa trước, thuyền theo hướng gió về tới cửa biển Nghệ An. Nhà buôn lại khấn "Thần ở xã nào, huyện nào, xin cho gió chỉ? Thương thuyền bèn theo gió ngược dòng tới bến Nhân Thành dừng lại.
Dân xã rước tượng lên, lập đền thờ làm bằng lán lợp cỏ. Trẻ chăn trâu không biết, buộc trâu vào cánh tay tượng đá. Trâu chết dịch nhiều. Xã dân cầu đảo thì được yên, bèn sửa sang lại miếu. Hiện nay pho tượng này vẫn còn được lưu giữ tại đền Nhân Thành (làng Tiên Cầu, xã Thanh Giang, huyện Thanh Chương, cách thành phố Vinh 40 km về phía Tây).